# Flying Scotsman
A Flying Scotsman (azaz Repülő Skót) egy legendás LNER A1 osztályú brit gőzmozdony, amely több mint 160 km/órás sebesség elérésére képes.

## Története
A 21,6 méter hosszú, 97,5 tonnás mozdony a London and North Eastern Railway (LNER) doncasteri üzemében készült, a műhelyből 1923. február 24-én került ki. Pályaszámként az 1472-est kapta. 1924-re, amikor kiválasztották a brit birodalmi kiállításra, átszámozták 4472-esre, és megkapta a Flying Scotsman nevet. Elnevezése arra utalt, hogy minden nap 10 órakor indult Londonból a skót fővárosba, Edinburgh-ba.
1928-ban új szerkocsit kapott, amelyen egy folyosó biztosította, hogy a személyzetet a vonat leállítása nélkül is váltani lehessen. Ennek köszönhetően 1928. május 1-jén a Flying Scotsman teljesítette először egyhuzamban a London és Edinburgh közötti 632 kilométeres utat, lecsökkentve ezzel nyolc órára a menetidőt.
Öt évvel később, 1934-ben a Flying Scotsman a gőzmozdonyok történetében először lépte át hivatalosan az óránkénti 160,9 kilométeres (100 mérföld/óra) sebességet.
Az LNER utasszállító szerelvényeinek mozdonyai almazöld színűek voltak, így a Flying Scotsman is. A második világháború alatt azonban feketére festették. 1945-ben ismét visszakapta eredeti zöld színét, és átépítették LNER A3 Pacific osztályúvá. 1948-ban, a vasúttársaságok államosítása után a mozdony ismét új pályaszámot (60103) és színt (kék, majd Brunswick zöld) kapott. 1963-as "nyugdíjazásáig" ez maradt a színe.

## Nyugdíjas évek

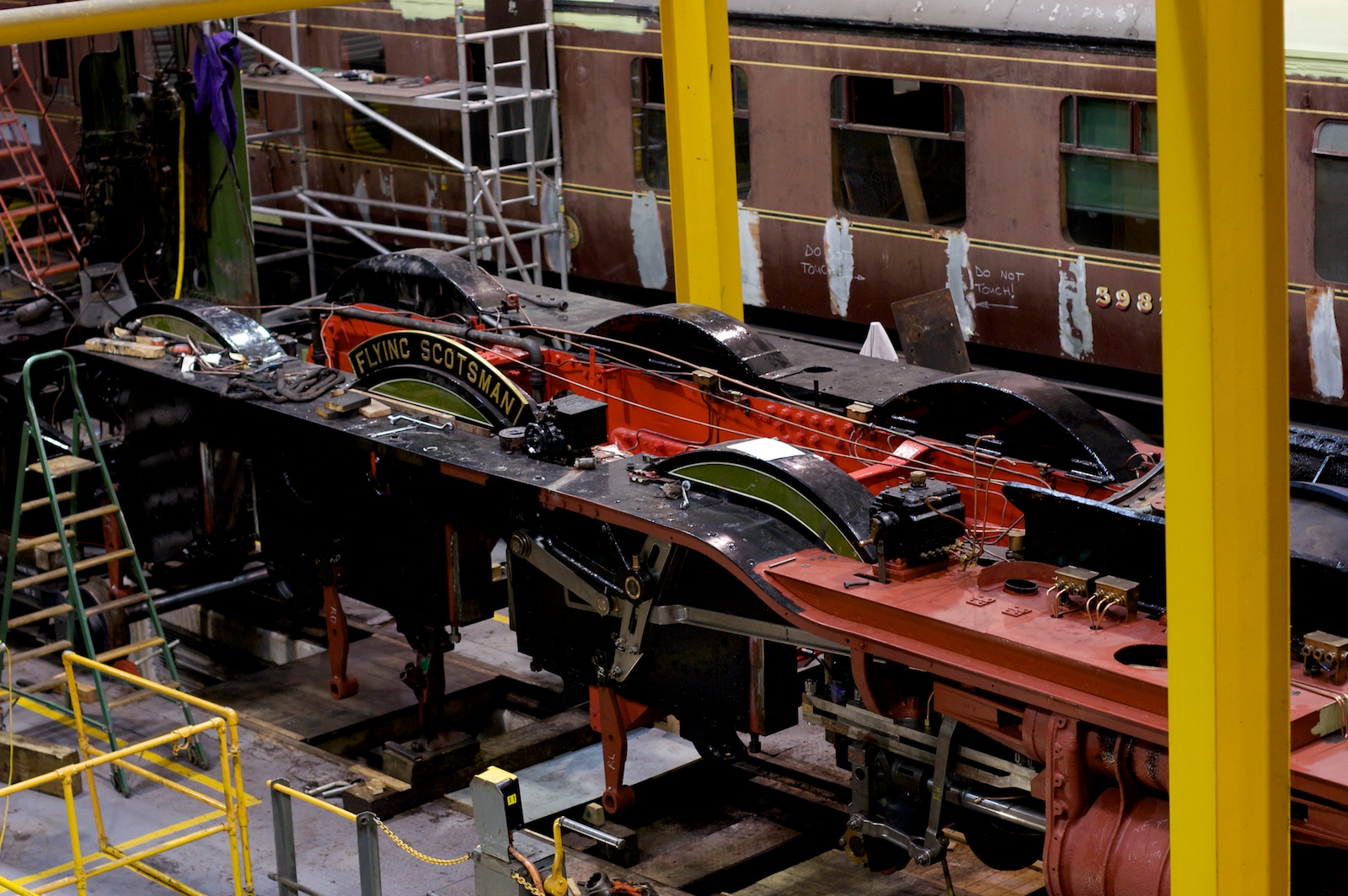
A Flying Scotsman a szerelőműhelyben

A szolgálatból kivont mozdonyt egy vasúti restaurátor vásárolta meg. Alan Pegler visszaállította a Flying Scotsman 1930-as évekbeli formáját, majd amerikai körútra vitte. Később anyagi gondjai miatt eladta a mozdonyt egy brit üzletembernek, William McAlpine-nak, aki felújíttatta, majd 1988–89-ben Ausztráliában turnézott vele. A mozdony itt állította be a gőzmozdony által egyhuzamban megtett leghosszabb út (697 kilométer) rekordját. A következő években több gazdája is volt a gépnek.
2004-ben egy sikeres adakozási kampánynak köszönhetően a Flying Scotsman ismét köztulajdonba, a brit vasúttörténeti múzeum gyűjteményébe került. A mozdonyért több mint kétmillió fontot fizetett a National Railway Museum. Az összegből 415 ezer fontot a britek adtak össze, Sir Richard Branson, a Virgin-birodalom megalapítója pedig egymaga 365 ezer fontot adományozott. A fennmaradó összeget a nemzeti örökségalap biztosította.
2006-ban megkezdődött a több mint 80 éves, 4 millió kilométernél is többet futott mozdony alapos nagyjavítása a brit vasúttörténeti múzeum yorki műhelyében. A hatalmas gépet néhány hónap alatt szétszerelték, majd a több ezer alkatrész mindegyikét átvizsgálták. Kiderült, hogy az elemek és berendezések közül sok teljesen tönkrement vagy elhasználódott, így a mozdonyt lényegben újra kellett építeni.
2011. május 11-én, ötéves nagyjavítás után a yorki kiállítóhelyen bemutatták a közönségnek a felújított mozdonyt, amelyet a háborús időket idéző feketére festettek. Eredeti almazöld színét később kapja vissza. A múzeum 2011. szeptember 30-án bejelentette, hogy a Flying Scotsman 2012 késő tavaszára ismét alkalmas lesz szerelvények vontatására. Az 1923-ban gyártott legendás mozdony felújítása végül 2016-ra készült el.

## Olimpiai láng
A tervek szerint a felújított Flying Scotsman vitte volna az olimpiai lángot Yorkból Thirskbe 2012. június 20-án. A mozdony útját végül el kellett halasztani, mert március elején hibákat fedeztek fel a szerkezetben. Az új alkatrészek legyártása és beszerelése túl időigényesnek bizonyult, ezért a National Railway Museum vezetősége március 16-án bejelentette: a Flying Scotsman helyett az LMS Royal Scot osztályú, 46115-ös pályaszámú Scots Guardsman viszi majd a londoni olimpia lángját.

## Filmen
1929-ben mutatták be Castleton Knight rendező Flying Scotsman című filmjét, amelyben a híres mozdony által vontatott szerelvényt akarja kisiklatni egy italozásért elbocsátott fűtő.